# 楊濱 (清朝)
楊濱，陝西省西安府臨潼縣人，清朝政治人物、同進士出身。
光緒六年（1880年），参加庚辰科殿試，登進士三甲第31名。同年五月，著分部學習。